# Allan Meltzer

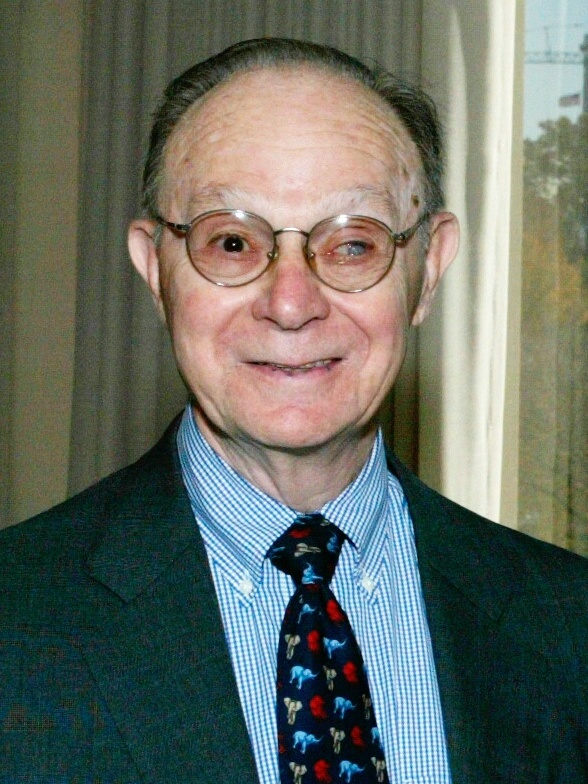
Allan Meltzer, 2003

Allan Harold Meltzer (* 6. Februar 1928 in Boston, Massachusetts; † 8. Mai 2017 in Pittsburgh, Pennsylvania) war ein US-amerikanischer Wirtschaftswissenschaftler und Professor of Political Economy an der zur Carnegie Mellon University gehörenden Tepper School of Business in Pittsburgh.
Für die Amtszeit von 2012 bis 2014 amtierte Meltzer als Präsident der Mont Pelerin Society.
Er war Autor Dutzender akademischer Schriften und Bücher über Geldpolitik und die Federal Reserve Bank („Fed“) und galt als einer der weltweit führenden Experten zu Fragen, wie man Geldpolitik entwickelt und anwendet.
Meltzers Studie A History of the Federal Reserve gilt als die umfangreichste Geschichte dieser zentralbankähnlichen Institution. Band II, der die Jahre von 1951 (Federal Reserve accord) bis 1969 behandelt, wurde im Februar 2010 veröffentlicht.

## Sonstiges
Meltzer hat den folgenden Aphorismus geschaffen: „Capitalism without failure is like religion without sin. It doesn’t work“.

## Veröffentlichungen
- Karl Brunner, Allan H. Meltzer (1993): Money and the Economy: Issues in Monetary Analysis, Cambridge.
- Allan H. Meltzer  (1999): What's Wrong with the IMF? What Would Be Better? (Memento vom 29. September 2007 im Internet Archive) In: The Independent Review.
- Allan H. Meltzer (2001): A History of the Federal Reserve, Volume 1: 1913-1951, ISBN 978-0-226-52000-1.
- Allan H. Meltzer (2003): What Future for the IMF and the World Bank? In: Quarterly International Economics Report (Memento vom 25. Dezember 2003 im Internet Archive).
- Allan H. Meltzer (2006): An Appreciation: Milton Friedman, 1912-2006 In: On the Issues, AEI Online.
- Allan H. Meltzer (2009): A History of the Federal Reserve, Volume 2, Book 1, 1951–1969, ISBN 978-0-226-52001-8.
- Allan H. Meltzer (2009): A History of the Federal Reserve, Volume 2, Book 2, 1970–1985, ISBN 978-0-226-51994-4.
- Allan H. Meltzer (2012): Why Capitalism?, ISBN 978-0-19-985957-3.
- Allan H. Meltzer, Scott F. Richard (1981): A Rational Theory of the Size of Government (PDF; 1,2 MB) In: Journal of Political Economy,  89(5), S. 914–927. Zusammenfassung.